# Super Monaco GP II
Super Monaco GP II est un jeu vidéo de course sorti en 1992 et fonctionne sur Mega Drive, Master System et Game Gear. Le jeu a été développé et édité par Sega. Il fait suite au titre Super Monaco GP dont il reprend la liste des circuits.

## Pilotes et écuries
Les équipes présentes dans cet opus ont participé au championnat du monde de Formule 1 1991. Les pilotes et des écuries courent sous de faux noms sauf Ayrton Senna.
| Pilote   | Nation            | Basé sur     | Constructeur | Basé sur | Nation                 |
| -------- | ----------------- | ------------ | ------------ | -------- | ---------------------- |
| A. Senna | Drapeau du Brésil | Ayrton Senna | Madonna      | McLaren  | Drapeau du Royaume-Uni |

| Pilote   | Nation                 | Basé sur           | Constructeur | Basé sur | Nation                 |
| -------- | ---------------------- | ------------------ | ------------ | -------- | ---------------------- |
| N. Jones | Drapeau du Royaume-Uni | Nigel Mansell      | Millions     | Williams | Drapeau du Royaume-Uni |
| I. Germi | Drapeau de l'Italie    | Ivan Capelli       | Firenze      | Ferrari  | Drapeau de l'Italie    |
| M. Blume | Drapeau de l'Allemagne | Michael Schumacher | Bestwal      | Benetton | Drapeau de l'Italie    |

| Pilote    | Nation                 | Basé sur          | Constructeur | Basé sur | Nation                 |
| --------- | ---------------------- | ----------------- | ------------ | -------- | ---------------------- |
| G. Gould  | Drapeau du Canada      | Gilles Villeneuve | Tyrant       | Tyrrell  | Drapeau du Royaume-Uni |
| L. Dufay  | Drapeau de l'Italie    | Andrea De Cesaris | Joke         | Jordan   | Drapeau de l'Irlande   |
| K. Alfven | Drapeau de la Finlande | J.J. Lehto        | Dardan       | Dallara  | Drapeau de l'Italie    |
| J. Nono   | Drapeau de l'Italie    | Gianni Morbidelli | Minarae      | Minardi  | Drapeau de l'Italie    |

| Pilote              | Nation               | Basé sur           | Constructeur | Basé sur  | Nation                 |
| ------------------- | -------------------- | ------------------ | ------------ | --------- | ---------------------- |
| W. Dehehe           | Drapeau du Brésil    | Roberto Moreno     | Losel        | Lotus     | Drapeau du Royaume-Uni |
| P. Arai             | Drapeau du Japon     | Aguri Suzuki       | Lares        | Larrousse | Drapeau de la France   |
| J. Rampal           | Drapeau de la France | Olivier Grouillard | Feet         | Footwork  | Drapeau du Royaume-Uni |
| (defined by player) | (defined by player)  | N/A                | Serga        | SEGA      | N/A                    |

| Pilote     | Nation                 | Basé sur                      | Constructeur | Basé sur | Nation                 |
| ---------- | ---------------------- | ----------------------------- | ------------ | -------- | ---------------------- |
| T. Chardin | Drapeau de la France   | Érik Comas                    | Rigel        | Ligier   | Drapeau de la France   |
| P. White   | Drapeau de l'Autriche  | Karl Wendlinger/David Brabham | Blanche      | Brabham  | Drapeau de l'Australie |
| A. Delvaux | Drapeau de la Belgique | Bertrand Gachot               | Cool         | Coloni   | Drapeau de l'Italie    |
| K. Yepes   | Drapeau de l'Espagne   | Pedro Chaves                  | Moon         | March    | Drapeau du Royaume-Uni |

|}